# The Preacher's Wife (soundtrack)
The Preacher's Wife: Original Soundtrack Album is de originele soundtrack van de film The Preacher's Wife uit 1996. Het album bevat nummers die zijn uitgevoerd en geproduceerd door de Amerikaanse zangeres Whitney Houston, die ook in de film speelt. De soundtrack werd op 26 november 1996 uitgebracht door Arista Records en BMG Entertainment.
Met een verkoop van 6 miljoen exemplaren wereldwijd is het het bestverkochte gospelalbum aller tijden. In de Verenigde Staten werd het album 3x platina.

## Tracklijst
Alle nummers zijn geproduceerd door Houston en Mervyn Warren, tenzij anders aangegeven.

| Nr. | Titel | Producer(s)                    | Duur |
| --- | --- | ------------------------------ | ---- |
| 1.  | I Believe in You and Me (film version) (geschreven door David Wolfert & Sandy Linzer)                                                                           |                                | 4:01 |
| 2.  | Step by Step (geschreven door Annie Lennox) | Stephen Lipson                 | 4:12 |
| 3.  | Joy (with the Georgia Mass Choir) (geschreven door Kirk Franklin)                                                                                               |                                | 3:16 |
| 4.  | Hold On, Help Is on the Way (with the Georgia Mass Choir) (geschreven door Rev. Kenneth Paden)                                                                  |                                | 3:09 |
| 5.  | I Go to the Rock (with the Georgia Mass Choir) (geschreven door Dottie Rambo)                                                                                   |                                | 4:05 |
| 6.  | I Love the Lord (with the Georgia Mass Choir) (geschreven door Richard Smallwood)                                                                               |                                | 4:57 |
| 7.  | Somebody Bigger Than You and I (Featuring Bobby Brown, Faith Evans, Johnny Gill, Monica & Ralph Tresvant) (geschreven door Johnny Lange, Hy Heath, Sonny Burke) | Whitney Houston & Rickey Minor | 4:42 |
| 8.  | You Were Loved (geschreven door Diane Warren) | Babyface                       | 4:13 |
| 9.  | My Heart Is Calling (geschreven door Babyface) | Babyface                       | 4:14 |
| 10. | I Believe in You and Me (single version) (geschreven door David Wolfert & Sandy Linzer)                                                                         | David Foster                   | 3:52 |
| 11. | Step by Step (Remix) (geschreven door Annie Lennox) | Remixed by Teddy Riley         | 4:34 |
| 12. | Who Would Imagine a King (geschreven door Mervyn Warren & Hallerin Hilton Hill)                                                                                 |                                | 3:31 |
| 13. | He's All Over Me (with Shirley Caesar & the Georgia Mass Choir) (geschreven door Alvin Darling)                                                                 |                                | 3:53 |
| 14. | The Lord Is My Shepherd (performed by Cissy Houston with Hezekiah Walker & The Love Fellowship Crusade Choir) (geschreven door Traditional)                     |                                | 4:24 |
| 15. | Joy to the World (with the Georgia Mass Choir) (geschreven door Isaac Watts)                                                                                    |                                | 4:41 |

## Overige muziek
De filmmuziek van The Preacher's Wife werd gecomponeerd door Hans Zimmer. Ondanks een Oscar-nominatie, is zijn muziek nooit officieel uitgebracht op plaat.

## Prijzen en nominaties
De muziek van The Preacher's Wife ontving enkele prijzen en nominaties, de belangrijkste:
| Jaar | Prijs                   | Categorie                                   | Genomineerde(n)                                | Uitslag     |
| ---- | ----------------------- | ------------------------------------------- | ---------------------------------------------- | ----------- |
| 1997 | Academy Awards (Oscars) | Beste originele muziek (musical of komedie) | Hans Zimmer                                    | Genomineerd |
| 1998 | Grammy Awards           | Best R&B Album                              | The Preacher's Wife: Original Soundtrack Album | Genomineerd |
| 1998 | Grammy Awards           | Best Female R&B Vocal Performance           | Whitney Houston - "I Believe in You and Me"    | Genomineerd |